# Ulf Peder Johansson
Ulf Peder Johansson, född 11 mars 1957 i Vänersborg, är en svensk skådespelare och röstskådespelare.

## Biografi
Johansson är utbildad vid Skara Skolscen och Malmö Scenskola. Han dubbade tecknat under 1980-talet, bland annat Jolly Jumper i Lucky Luke, Skeletor i He-Man and the Masters of the Universe, Fågelskrämman i Mumfie och Kommissarie Gadget. Han var också rösten till björnen I Goof troop.

## Filmografi
- 1983 – He-Man and the Masters of the Universe (röst som Skeletor och Orko (endast Mediahusets dubb))
- 1984 – Fragglarna (Bober Fraggel)
- 1985 – Asterix – gallernas hjälte (röst)
- 1987 – BraveStarr (röst)
- 1990 – Fiendens fiende (TV-serie)
- 1992 – Mupparnas julsaga (röst som Rizzo med mera)
- 1994 – År av drömmar (TV-serie)
- 1994 – Mumfie (röst som Fågelskrämman)
- 1995 – Pongo och de 101 dalmatinerna (röst som Sergeant Rapp)
- 1996 – Den otroliga vandringen 2 - På rymmen i San Francisco (röst)
- 1998 – Ett småkryps liv (röst som Heimlich)
- 1999 – Mupparna i rymden (röst som Rizzo med mera)
- 1999 – Sjätte dagen
- 2001 – En förälskelse
- 2002 – Min balsamerade mor
- 2003 – Teenage Mutant Ninja Turtles (2003) (röst som Dr Baxter Stockman bl.a))
- 2003 – Om jag vänder mig om
- 2003 – De drabbade
- 2004 – Kommissarie Winter
- 2006 – Blood Monkey
- 2011 – Happy End
- 2012 – 30 grader i februari
- 2015 – Prästen i paradiset

## Teater

### Roller
| År   | Roll | Produktion                 | Regi            | Teater                  |
| ---- | ---- | -------------------------- | --------------- | ----------------------- |
| 1995 |      | Vargtimmen Christina Evers | Christina Evers | Lilla Teatern, Göteborg |